# Crypsiptya viettalis
Crypsiptya viettalis is een vlinder uit de familie grasmotten (Crambidae). De wetenschappelijke naam van deze soort is voor het eerst geldig gepubliceerd in 1956 door Marion.
De soort komt voor in tropisch Afrika.